# Distretto di Başyayla
Il distretto di Başyayla (in turco Başyayla ilçesi) è uno dei distretti della provincia di Karaman, in Turchia.